# Union Royale Namur
L'Union Royale Namur è una società di calcio belga, con sede a Namur.
Nella sua storia l'Union Royale Namur ha partecipato a quattordici campionati cadetti belgi, cinquantadue di terza serie ed undici di quarta serie.

## Storia
L'Union Royale Namur trae le sue origini dal Namur FC, fondato nel 1905 o secondo altre versioni nel 1899, e dal Red Star Namur, fondata nel 1913; il club comunque ha celebrato ufficialmente il suo centenario nel 2005.
Il calcio comunque fece la sua apparizione ufficiale a Namur nel 1905 con il Namur FC e l'Union Sportive Namuroise. Il 28 agosto 1920 avviene la fusione tra il Red Star e l'Excelsior Sporting Club dando origine al Namur Sports.
Nel 1933 la squadra assume il nome di Union Royale Namur, a seguito della delibera emanata dal gabinetto del Re il 30 gennaio dello stesso anno.
Nel 1941 avviene la fusione Union Royale Namur e la Royal Wallonia Association Namur.  Il Wallonia verrà poi rifondato da alcuni vecchi soci dopo la seconda guerra mondiale dando origine ad una forte rivalità tra le due società. La squadra ha esordito nella serie cadetta belga nella stagione 1945-1946, restandovi sino alla retrocessione nel 1950. Il Namur tornò a giocare in cadetteria nella stagione 1960-1961, retrocedendo nuovamente al termine della Division 2 1966-1967.
Il 27 agosto 1977, durante un incontro di Coppa del Belgio contro l'Anderlecht, muore sul campo Michel Soulier, giocatore del Namur. Allo sfortunato atleta verrà dedicato l'impianto sportivo des Champs Elysées, che verrà rinominato Stade Michel Soulier, e verrà ritirata dal Namur la casacca numero 3 in suo onore.
Nel 1989 avviene una nuova fusione, stavolta con l'Entente Sportive Jamboise, che darà origine al Royal Football Club Namur.
Nel 1996, per volere del nuovo presidente della società Armand Khaïda, riassume il nome di Union Royale Namur.  Nel 2000 la squadra per giocare si trasferisce nello Stade communal de Namur.
Nel maggio 2002 la squadra si rifonde con il Wallonia. Al termine del campionato 2006-2007 la squadra viene coinvolta nella diatriba giudiziaria contro il Geel, con cui il Namur aveva perso la finale per la promozione in cadetteria. Ritenendo che il Geel avesse ottenuto la licenza in modo irregolare, il presidente Baudart si rivolse ai tribunali. La federazione risolse la questione dopo varie vicissitudini iscrivendo i due club in D2. In questa maniera la squadra ottenne l'accesso alla serie cadetta dopo quarant'anni. La permanenza nella serie cadetta durerà solo per due stagioni.

## Strutture

### Stadio
Il Namur ha avuto il suo primo campo a Jambes, mentre il 23 agosto 1931 la società inaugura lo Stade des Champs Elysées nel sobborgo di Saint-Nicolas.

## Palmarès

### Competizioni nazionali
- Derde klasse: 3

1943-1944 (girone C), 1951-1952, 1959-1960